# 骨刺雙峰介
骨刺雙峰介（学名：Bisoceratina ossiculia）为深海花介科雙峰介屬下的一个种。